# Dimeria deccanensis
Dimeria deccanensis är en gräsart som beskrevs av Norman Loftus Bor. Dimeria deccanensis ingår i släktet Dimeria och familjen gräs. Inga underarter finns listade i Catalogue of Life.